# Jorge Caetano

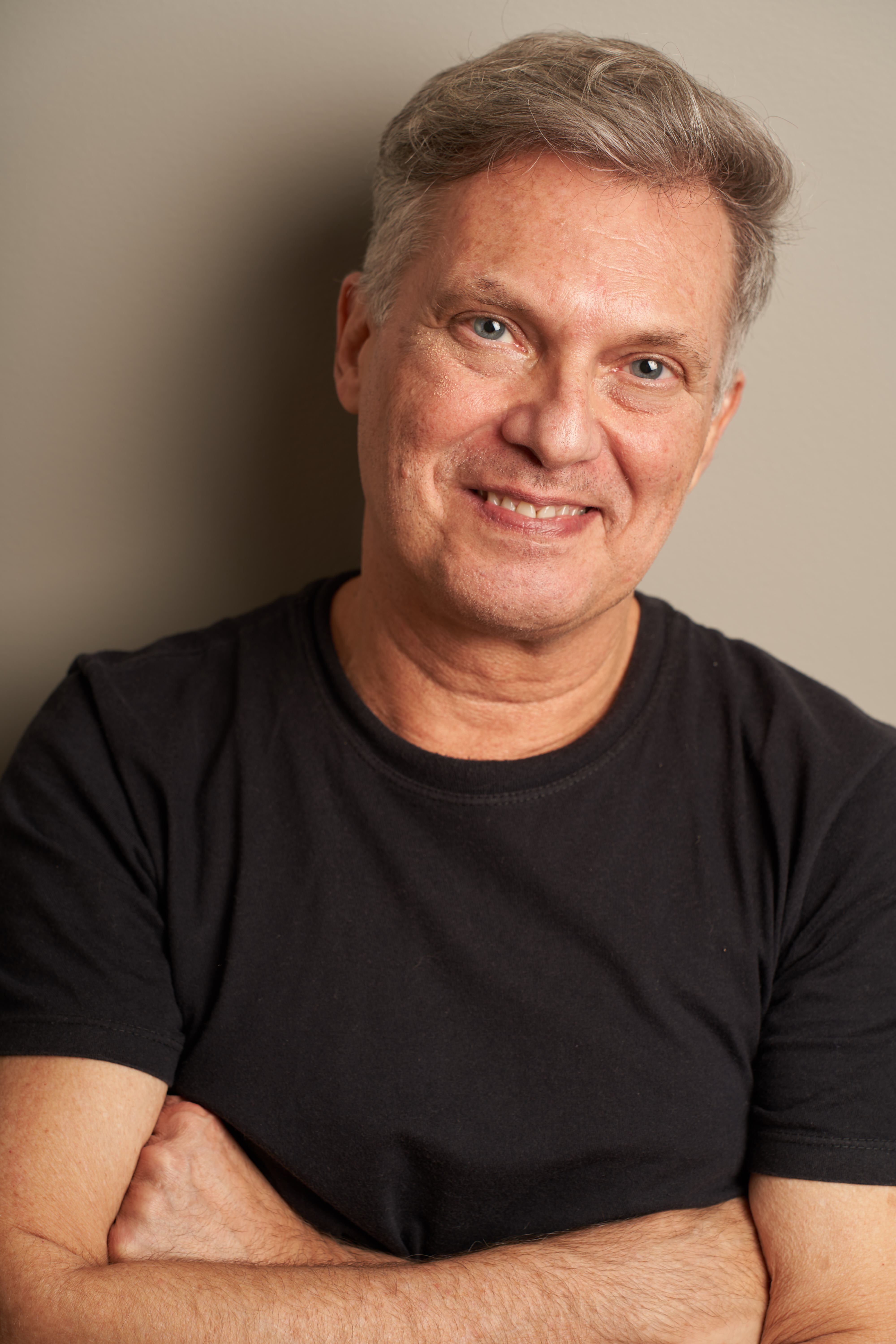

Jorge Caetano (Rio de Janeiro, 1962) é um ator e diretor de teatro brasileiro, integrante da "Nova Dramaturgia Carioca".
Formado pela Cal em 1989, trabalhou ao longo desses anos com alguns dos principais diretores brasileiros, entre eles: Amir Haddad, Sérgio Britto, Augusto Boal, Miguel Falabella, Karen Accioly, Bruce Gomlevsky, Alessandra Vannucci, Fábio Ferreira, Jefferson Miranda e Marco André Nunes.
Em 2007 fundou o grupo de teatro Companhia Casa de Jorge, junto com Julia Spadaccini, Ana Kutner, Pedro Henrique Monteiro, Thais Tedesco e Isabella Lomez.
Atualmente é diretor da Companhia Casa de Jorge onde dirigiu NÃO VAMOS FALAR SOBRE ISSO AGORA (2007),  OS ESTONIANOS (2008), (que mereceu entrevista no programa televisivo ARTE com Sérgio Britto), O CÉU ESTÁ VAZIO (2012) e A PORTA DA FRENTE (2013 - Prêmio Shell e Prêmio FITA de melhor texto para Julia Spadaccini e indicado para os prêmios: Cesgranrio de melhor texto, Cenim de melhor Cia de teatro e Fita de melhor atriz e atriz coadjuvante) 
Em 1995 adaptou para o teatro e produziu a obra-prima de Charles Dickens SCROOGE ( A Christmas Carol) , encenada pela Companhia Teatro Autônomo. Nessa Cia participou dos espetáculos : MANN NA PRAIA, MINH´ALMA É IMORTAL, 7X2 =Y e A NOITE DE TODAS AS CEIAS., todos dirigidos por Jefferson Miranda.
Em 2012 foi vencedor dos Prêmios APTR e FITA de melhor ator coadjuvante com o personagem Ramon Ramona, no espetáculo musical OUTSIDE, do grupo Aquela Cia de Teatro, dirigido por Marco André Nunes. 
Em 2014 e 2015 produziu e protagonizou o Show de Rock BRILHO DA NOITE, considerado pela Revista Veja como um dos 10 melhores shows do ano. Direção geral de Marco André Nunes e direção musical de Felipe Storino. 
A partir de 2017, junto aos diretores Cavi Borges e Patricia Niedermeier, produziu, roteirizou e atuou nos longas metragens: REVIVER (2018), FADO TROPICAL (2019) e NÃO SEI QUANTAS ALMAS TENHO (2022). 